# Aberin
Aberin est une ville et une municipalité de la communauté forale de Navarre dans le Nord de l'Espagne.
Elle est située dans la zone non bascophone de la province et à 50 km de la capitale, Pampelune. Le castillan est la seule langue officielle alors que le basque n’a pas de statut officiel. Le secrétaire de mairie est aussi celui de Morentin et d'Arellano.

## Hameaux
La municipalité est formée de hameaux Muniáin de la Solana, Aberin, et la ferme de Arínzano et celui de Echávarri. Bien que le village porte le nom d'Aberin, c'est à Muniáin que vivent 80 % de la population et dans lequel se trouve la mairie.

## Les Templiers et les Hospitaliers
La seigneurie d'Aberin fut donnée aux Templiers en 1177. Ils y établissent une de leurs principales commanderies dans le royaume de Navarre puis à la suite du procès de l'ordre du Temple, la commanderie d'Aberin, dont dépendait entre autres la seigneurie de Desojo, est dévolue aux Hospitaliers. Elle rejoint alors les possessions du grand prieuré de Navarre au sein de la langue d'Espagne,.

## Administration
| 2007 | Luis Enrique Aguilar Lizarraga | (indep.) |

## Démographie
| Évolution démographique                                | Évolution démographique | Évolution démographique | Évolution démographique | Évolution démographique | Évolution démographique | Évolution démographique | Évolution démographique | Évolution démographique | Évolution démographique | Évolution démographique |
| 1996                                                   | 1998                    | 1999                    | 2000                    | 2001                    | 2002                    | 2003                    | 2004                    | 2005                    | 2006                    | 2007                    |
| ------------------------------------------------------ | ----------------------- | ----------------------- | ----------------------- | ----------------------- | ----------------------- | ----------------------- | ----------------------- | ----------------------- | ----------------------- | ----------------------- |
| 365                                                    | 353                     | 361                     | 362                     | 356                     | 355                     | 344                     | 327                     | 328                     | 331                     | 343                     |
| Sources: Aberin et instituto de estadística de navarra |                         |                         |                         |                         |                         |                         |                         |                         |                         |                         |

## Personnages célèbres
- José Solchaga[6] (1881-1953). Militaire qui eut un rôle détaché dans la guerre civile espagnole.
- Amadeo Sánchez de Muniain (1933-1996). Homme politique de l'UPN[7] et parlementaire navarrais.

### Sources
- (es) Cet article est partiellement ou en totalité issu de l’article de Wikipédia en espagnol intitulé « Aberin » (voir la liste des auteurs).